# František Kadlec
František Kadlec (12. října 1887 Borová – 11. března 1942 Auschwitz) byl český učitel, činovník Sokola a oběť nacismu.

## Život
František Kadlec se narodil 12. října 1887 v Borové u Poličky. Odmaturoval na učitelském ústavu v Poličce. Krátce působil jako učitel na několika školách, od roku 1910 pak na obecné škole chlapecké v Bystřici nad Pernštejnem, kde posléze dosáhl postu řídícího učitele. V Bystřici nad Pernštejnem byl aktivní i ve společenském životě. Založil zde mužský pěvecký sbor a stal se činovníkem Sokola, měl zásadní podíl na vybudování místní sokolovny. Dne 8. října 1941 byl zatčen gestapem v rámci akce proti sokolským činovníkům. Vězněn byl v Jihlavě, od začátku roku 1942 v brněnské věznici Pod Kaštany a od února téhož roku v koncentračním táboře Auschwitz. Zde 11. března 1942 zemřel na úplavici.